# Ruta A-27

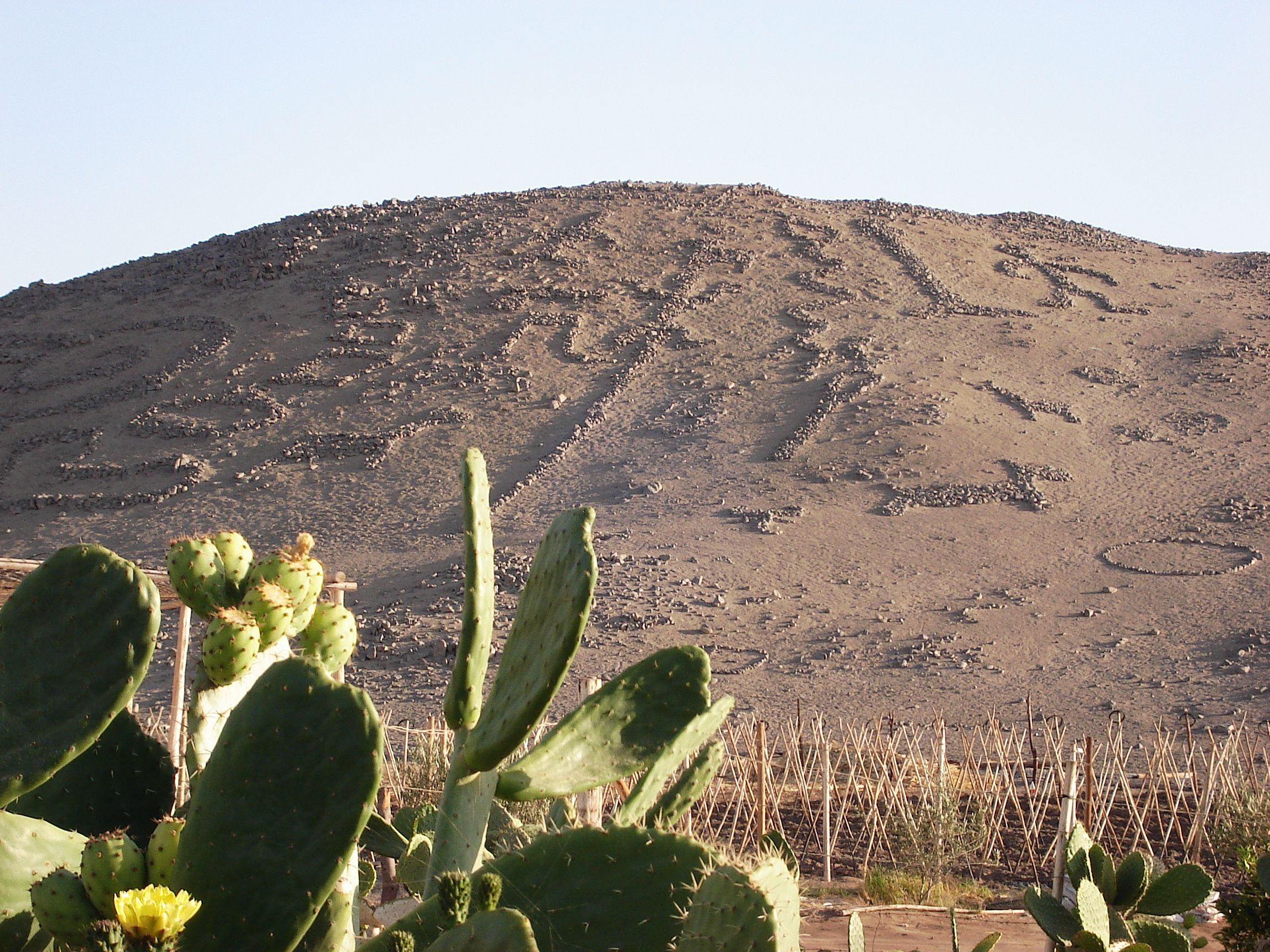
Geoglifos de Azapa, vistos desde la carretera

La ruta A-27 es una ruta regional primaria que se encuentra en el norte Grande de Chile sobre la Región de Arica y Parinacota. En su recorrido de 51,4 km une la ruta 5 Panamericana y Arica con el valle de Azapa.
Gran parte del trazado es pavimentado (aproximadamente 40 km), desde el punto de inicio hasta donde finaliza el valle. El resto de la carretera es de carpeta tierra, con algunos cruces en badenes sobre el río San José de Azapa. Esta finaliza en el poblado de Ausipar, prosiguiendo una huella hasta el Santuario Nuestra Señora de Las Peñas y Belén, en el borde sur del río.
Desde el km 30 se recomienda el tránsito con precaución por las crecidas de ríos y quebradas tras el fenómeno climático llamado invierno boliviano en verano. Además en los primeros kilómetros de la ruta, debido a la gran cantidad de viviendas y colegios existentes se produce una gran congestión vehicular en las horas punta de la entrada y salida de los colegios.
El rol asignado a esta ruta fue ratificado por el decreto MOP N.º 2136 del año 2000.

## Ciudades y localidades
Los accesos inmediatos a ciudades y localidades, y las áreas urbanas por las que pasa esta ruta de oeste a este son:

### Región de Arica y Parinacota
Recorrido: 51 km (kilómetro 0 a 51). En el área urbana de Arica la ruta se denomina avenida Senador Humberto Palza.
- Provincia de Arica: Arica (kilómetro 0), acceso a Las Maitas (km 6 y 11), acceso al Museo Arqueológico de San Miguel de Azapa (km 11), San Miguel de Azapa (km 12), Sobraya (km 24), Ausipar (km 51).